# Pontehuitz
Pontehuitz är en ort i Mexiko.   Den ligger i kommunen Larráinzar och delstaten Chiapas, i den sydöstra delen av landet, 700 km öster om huvudstaden Mexico City. Pontehuitz ligger 1 672 meter över havet och antalet invånare är 272.
Terrängen runt Pontehuitz är kuperad åt sydväst, men åt nordost är den bergig. Runt Pontehuitz är det ganska tätbefolkat, med 166 invånare per kvadratkilometer. Närmaste större samhälle är Bochil, 14,7 km väster om Pontehuitz. I omgivningarna runt Pontehuitz växer i huvudsak städsegrön lövskog.